# 罗世文
罗世文（1904年8月2日—1946年8月18日），四川威远人，中国共产党早期党员。

## 生平

### 早期经历
1921年秋，罗世文考入重庆甲等商业学校读书，开始接触《新青年》等书刊，并积极参加学生运动。1923年，罗世文加入中国社会主义青年团，1924年任青年团重庆地委书记，次年加入中国共产党。从1924年至1925年，罗世文协同萧楚女、杨闇公等领导重庆地区群众运动，后入莫斯科东方大学学习。
1928年10月回国后，罗世文在中共四川省委宣传部工作。1929年6月29日，他同旷继勋率部4000多人在蓬溪县大石乡牛角沟起义，自立为“中国工农红军四川第一路总指挥部”，罗世文任党代表，一月后失败。1930年，四川省委被破坏后，罗世文担任临时省委宣传部长、省委军委书记、省委书记，参与领导了江津、荣威、广汉、梁山、德阳等地的农民暴动和兵变。1933年8月，中共党组织通知罗世文和廖承志赴川陝蘇區，担任川陕苏区党校校长。因不滿張國燾的左傾方針，被张国焘逮捕，在囚禁状态下參加长征。1936年12月，张国焘在豫旺堡举行的积极分子代表大会上，公开承认“逮捕廖承志和罗世文是错误的”，使他们“受了委屈和冤枉”，并宣布恢复他们的党籍。此后，罗世文担任抗日军政大学理论教员。

### 抗日战争时期
抗日战争时期，罗世文被派回四川，先后任中共四川省临时工作委员会书记、川康特委书记，从事统一战线工作。1940年3月，成都发生“抢米事件”，随后国民政府宣称中共策划饥民抢米。1940年3月16日，罗世文、车耀先等被国民政府特务逮捕，先后关押在重庆白公馆看守所、贵州息烽监狱和重庆渣滓洞监狱。在监狱中，罗世文和车耀先等组织了临时党支部，任支部书记，坚持拒降。罗世文被捕后，中共曾多次向国民政府交涉，要求释放罗世文、车耀先。
1945年国共谈判期间，毛泽东、周恩来提出释放叶挺、廖承志、罗世文、车耀先等人的要求，国民政府则称罗世文、车耀先已被枪决。1946年8月18日，罗世文和车耀先被处决于重庆歌乐山松林坡停车场。

### 身后
重庆解放后，中共重庆市委对白公馆、渣滓洞烈士举行纪念活动，同时查找罗世文和车耀先的下落。1950年9月24日，原白公馆看守所长张少云讲述了罗世文、车耀先被殺經過。1955年6月17日，重庆市公安局“追残组”吴国成、申俊章等四位侦察员，在南充县青居场六区公所内，设计逮捕杀害罗世文、车耀先的凶手杨进兴。翌日，根据重庆市公安局副局长程诚设定的方案，经过7个小时审讯，杨进兴承认了杀死罗世文、车耀先和杨虎城、宋绮云两家的具体经过。而另外两名参与者杨丘山和徐贵林已于1951年和1950年被枪决。同年7月31日，经杨进兴指认，办案人员在松林坡停车场挖出罗世文、车耀先尸骨和两个水壶。在法医确认后，1957年3月，重庆市人民政府在重庆歌乐山烈士陵园松林坡修墓安葬两人。国务院总理周恩来亲笔为二烈士墓题写“罗世文、车耀先两同志之墓”。